# 244
244 (CCXLIV) je bilo prestopno leto, ki se je po julijanskem koledarju začelo na ponedeljek.

## Dogodki
- 1. januar

## Smrti
- Gordijan III. - 32. cesar Rimskega cesarstva (* 225)